# Hoàng Đạo (nhà văn)
Hoàng Đạo (1907-1948), tên thật: Nguyễn Tường Long, là một nhà văn Việt Nam, trong nhóm Tự Lực văn đoàn.
Ngoài bút danh Hoàng Đạo, ông còn có những bút danh khác: Tứ Ly, Tường Minh.

## Cuộc đời

### Đi học
Hoàng Đạo, sinh ngày 16 tháng 11 năm 1907 tại phố huyện Cẩm Giàng, tỉnh Hải Dương, trong một gia đình công chức, gốc quan lại đã đến hồi sa sút.
Cha ông là Nguyễn Tường Nhu (1881-1918) làm Thông phán và mẹ là Lê Thị Sâm, con gái cả viên quan võ Lê Quang Thuật ở Cẩm Giàng (Hải Dương).
Hoàng Đạo là người con thứ tư trong một gia đình gồm sáu trai, một gái. Trừ người anh cả Nguyễn Tường Thụy, là công chức, từ người anh thứ hai Nguyễn Tường Cẩm đến Nguyễn Tường Tam, Nguyễn Tường Vinh và người em út là bác sĩ Nguyễn Tường Bách, đều đã ít nhiều dự vào nghiệp văn chương.
Khi ông chào đời, được cha đặt tên là Tứ (cho thuận vì trước đã có Tam [Nguyễn Tường Tam]), nhưng sau nghĩ lại, mới thấy cái tên này trùng tên người bạn thân của mình, nên gọi chệch là Tư (Nguyễn Tường Tư). Sau vì ông không đủ tuổi để đi thi, gia đình đã khai thêm bốn tuổi (thành ngày 3 tháng 4 năm 1903 trên giấy khai sinh) và đổi tên lại là Nguyễn Tường Long
Lúc nhỏ, Hoàng Đạo đi học ở trường huyện Cẩm Giàng. Hết bậc tiểu học, Hoàng Đạo bị ốm nên tự học tại nhà. Năm 1924, ông đậu bằng Cao đẳng tiểu học Pháp, được bổ làm Tham tá ngân khố Hà Nội.
Tiếp tục học, ông đỗ bằng Tú tài Pháp năm 1929. Năm sau, ông thi vào trường Luật Đông Dương tại Hà Nội. Tốt nghiệp với tấm bằng Cử nhân luật, ông được bổ làm Tham tá lục sự Tòa án Đà Nẵng rồi Hà Nội.
Theo Khúc Hà Linh, Hoàng Đạo học luật được một năm, thì có lệnh cử đi làm Tri huyện. Nhưng sau khi nghe mẹ lời khuyên, ông đã khéo từ chối.

## Viết văn, làm báo, tham gia chính trị
Làm công chức ít lâu, năm 1932, Hoàng Đạo bước sang lĩnh vực báo chí. Khởi đầu, ông viết cho tờ Phong hóa của Nguyễn Tường Tam, rồi cùng với người anh này và Khái Hưng chủ trì bút nhóm Tự Lực văn đoàn.
Trên báo Phong hóa, ông lấy bút hiệu là Tứ Ly, chuyên viết những bài đả kích và châm biếm giới quan lại và bài trừ hủ tục trong xã hội Việt Nam. Năm 1936, tờ Phong hóa bị đóng cửa vì ông viết bài động chạm đến Tổng đốc Hà Đông Hoàng Trọng Phu.
Năm 1938, ông cho xuất bản tác phẩm đầu tay: Trước vành móng ngựa, gồm những bài phóng sự đã đăng trên báo Phong hóa.
Năm 1939, Nguyễn Tường Tam thành lập đảng Hưng Việt (sau đổi tên là đảng Đại Việt Dân Chính). Vì đảng chủ trương công khai chống Pháp và lật đổ triều đình Huế, cuối năm 1940, Hoàng Đạo, Khái Hưng, Nguyễn Gia Trí bị Pháp bắt và bị đầy lên Sơn La. Mãi đến năm 1943 Hoàng Đạo mới được thả nhưng vẫn bị quản thúc tại Hà Nội.
Trong thời gian đó, Thạch Lam và Nguyễn Tường Bách tiếp tục quản trị tờ Ngày Nay đến cuối năm 1941, mới bị đóng cửa. Năm 1942, Nhất Linh chạy sang Quảng Châu, Thạch Lam mất tại Hà Nội.
Theo lệnh của Nhất Linh từ Trung Quốc gửi về, Hoàng Đạo cùng Khái Hưng, Nguyễn Gia Trí và Nguyễn Tường Bách lo tục bản tờ Ngày nay (khổ nhỏ, số đầu tiên ra ngày 5 tháng 3 năm 1945) và trở thành cơ quan ngôn luận của Việt Nam Quốc Dân Đảng.
Ngày 19 tháng 8 năm 1945, Việt Minh nắm chính quyền. Ngày 25 tháng 8 năm 1945, vua Bảo Đại thoái vị. Ngày 2 tháng 9 năm 1945, Hồ Chí Minh tuyên bố độc lập.
Ngày 2 tháng 3 năm 1946 Chính phủ liên hiệp ra đời. Sau đó, Hoàng Đạo được bổ sung (không qua bầu cử) làm đại biểu Quốc hội khóa I, được cử giữ chức Bộ trưởng Kinh tế một thời gian ngắn (sau Kỳ họp thứ nhất của Quốc hội, ngày 2 tháng 3 năm 1946, thì Chu Bá Phượng lên thay). Ngày 4 tháng 6 năm 1946 Chu Bá Phượng được cử vào phái đoàn sang Paris đàm phán, Hoàng Đạo được cử làm Cố vấn Bộ Quốc dân Kinh tế.
Một lần được cử lên Vĩnh Yên giải quyết việc một vụ gây rối, Hoàng Đạo đã tìm cách sang Trung Quốc. Ngày 22 tháng 7 tháng 1948, trên chuyến xe lửa từ Hương Cảng về Quảng Châu, khi vừa tới ga Thạch Long, Hoàng Đạo bị đột quỵ rồi mất, lúc 42 tuổi.
Thi hài ông được gia đình an táng tại thị trấn Thạch Long (Trung Quốc). 
Trước đây (1933), được một người bạn của mẹ làm mối, ông lập gia đình với Marie Nguyễn Bình (1913-1975), con gái một quả phụ khá giả. Ông và vợ sống hạnh phúc và có cả thảy bốn người con (ba gái và một trai).

## Tác phẩm
- Trước vành móng ngựa (phóng sự, 1938)
- Mười điều tâm niệm (luận thuyết, 1939)
- Bùn lầy nước đọng (luận thuyết, 1940)
- Con đường sáng (tiểu thuyết, cùng viết chung với Nhất Linh, 1940)
- Tiếng đàn (tập truyện ngắn, 1941)

Sách viết cho thiếu nhi (loại sách hồng):
- Con cá thần
- Lan và Huệ
- Con chim di sừng
- Sơn Tinh
- Lên cung trăng

Tất cả các sách trên đều do Nhà xuất bản Đời Nay (Hà Nội) thuộc Tự Lực văn đoàn ấn hành.

## Nhận xét

### Về tác giả
Hoàng Đạo từng được bổ làm Tri huyện, với mức lương 140 đồng, nhưng ông đã từ chối. Ngày còn làm Tham Tá lục sự tòa án Đà Nẵng, có người cùng sở muốn làm mối cho ông một cô gái Huế, con một vị Hồng lô tự khanh rất có vị thế, nhưng ông cũng không ưng...
Sau này, khi ông tham gia chính trị, thì anh em và đồng chí đều nể Nhất Linh, nhưng quý Hoàng Đạo, bởi ông mới là người mưu lược. Khi nhận được tin Hoàng Đạo mất, những người thân đã nói rằng: "Hoàng Đạo không còn, nhất định Nhất Linh sẽ từ bỏ chính trị". Quả như vậy. Về nước gần mười năm (1950-1959), Nhất Linh xa lánh chính trị, tập trung vào việc viết sách báo, vui với thiên nhiên hoa cỏ...

### Về tác phẩm
Trích đáng giá của:
- Nhà văn Vũ Ngọc Phan:

Tiểu thuyết luận đề của Nhất Linh đều có khuynh hướng về gia đình...còn tiểu thuyết của Hoàng Đạo có khuynh hướng xã hội.
Tác phẩm đầu tay của ông (Trước vành móng ngựa), làm người đọc vừa phì cười vừa thương tâm. Quyển Con đường sáng có những ý hay, nhưng tác giả quá thiên về tả cảnh...Những nhân vật không có những ngôn ngữ và hành động sâu sắc, nên cá tính của họ không được rõ...
...Hoàng Đạo là một nhà văn sở trường về nghị luận, về châm biếm hơn là về tiểu thuyết. Ở hai loại trên, ông phán đoán vững vàng, lập luận chắc chắn, còn loại tiểu thuyết ông không được giàu tưởng tượng cho lắm....
- Nhà nghiên cứu Văn Tâm:

"Trước vành móng ngựa", là tập phóng sự đặc sắc về tóa án. Tuy tác giả không mấy quan tâm đến "luận đề", nhưng sự thật giản đơn được chọn lọc phản ánh, lại tự nói lên ý nghĩa sâu xa của nó, từ đó có khả năng thuyết phục độc giả một cách thấm thía về hiện thực dân sinh và dân trí bi đát đương thời...
Với "Mười điều tâm niệm", Hoàng Đạo có hoài bão hướng dẫn lẽ sống đúng đắn cho thanh niên...Và chủ trương trong quyển này đã được tác giả hình tượng hóa qua cặp nhân vật nam nữ Duy và Thơ trong tiểu thuyết "Con đường sáng". Duy, sau một thời gian chơi bời, đến khi chán nản muốn tự sát, thì bỗng giác ngộ ra được "con đường sáng"...Cụ thể là lẽ sống của thanh niên tân tiến là nhẫn nại mưu tính cho giới bình dân có được một cuộc đời êm đẹp. Duy kết hôn với Thơ, một thiếu nữ có tâm hồn thanh cao, rồi cùng về nơi " bùn lầy nước đọng" cứu giúp đám nông dân nghèo khổ, thất học và bệnh tật...Nhưng cuối cùng công cuộc cải lương hương xã của họ đã thất bại..."Con đường sáng" có lối văn trong trẻo, đôi chỗ trữ tình. Tác giả chứa đựng những nét hiện thực, nhưng các hình tượng nhân vật thì còn mờ nhạt, ít gây ấn tượng sâu sắc...

## Sách tham khảo
- Vũ Ngọc Phan, Nhà văn hiện đại (tập 2). Nhà xuất bản KHXH in lại năm 1989.
- Nguyễn Q. Thắng-Nguyễn Bá Thế, Từ điển nhân vật lịch sử Việt Nam . Nhà xuất bản KHXH, 1992.
- Nhiều người soạn, Từ điển Văn học (bộ mới). Nhà xuất bản Thế giới, 2004.
- Khúc Hà Linh, Anh em Nguyễn Tường Tam-Nhất Linh: Ánh sáng và bóng tối. Nhà xuất bản Thanh Niên, 2008.